# Grande Prémio de Portugal de 1958
Resultados do Grande Prémio de Portugal de Fórmula 1 realizado na cidade do Porto à 24 de agosto de 1958. Nona e antepenúltima etapa da temporada, foi vencida pelo britânico Stirling Moss.

## Classificação da prova
| Pos. | Nº | Piloto                   | Construtor    | Voltas | Tempo/Diferença | Grid | Pontos |
| ---- | -- | ------------------------ | ------------- | ------ | --------------- | ---- | ------ |
| 1    | 2  | Stirling Moss            | Vanwall       | 50     | 2:11:27.80      | 1    | 8      |
| 2    | 24 | Mike Hawthorn            | Ferrari       | 50     | + 5:12.75       | 2    | 7      |
| 3    | 6  | Stuart Lewis-Evans       | Vanwall       | 49     | + 1 volta       | 3    | 4      |
| 4    | 8  | Jean Behra               | BRM           | 49     | + 1 volta       | 4    | 3      |
| 5    | 22 | Wolfgang von Trips       | Ferrari       | 49     | + 1 volta       | 6    | 2      |
| 6    | 10 | Harry Schell             | BRM           | 49     | + 1 volta       | 7    |        |
| 7    | 14 | Jack Brabham             | Cooper-Climax | 48     | + 2 voltas      | 8    |        |
| 8    | 12 | Maurice Trintignant      | Cooper-Climax | 48     | + 2 voltas      | 9    |        |
| 9    | 16 | Roy Salvadori            | Cooper-Climax | 46     | + 4 voltas      | 11   |        |
| Ret  | 28 | Carroll Shelby           | Maserati      | 47     | Freios          | 10   |        |
| Ret  | 4  | Tony Brooks              | Vanwall       | 37     | Spun Off        | 5    |        |
| Ret  | 20 | Graham Hill              | Lotus-Climax  | 25     | Spun Off        | 12   |        |
| Ret  | 18 | Cliff Allison            | Maserati      | 15     | Motor           | 13   |        |
| Ret  | 32 | Jo Bonnier               | Maserati      | 9      | Cansaço físico  | 14   |        |
| Ret  | 30 | Maria Teresa de Filippis | Maserati      | 6      | Motor           | 15   |        |
| DNA  | 26 | Phil Hill                | Ferrari       |        |                 |      |        |
| DNA  | 34 | Casimiro de Oliveira     | Maserati      |        |                 |      |        |

## Tabela do campeonato após a corrida
|  | Pos. | Piloto        | Pontos  |
|  | ---- | ------------- | ------- |
|  | 1    | Mike Hawthorn | 36 (37) |
|  | 2    | Stirling Moss | 32      |
|  | 3    | Tony Brooks   | 16      |
|  | 4    | Peter Collins | 14      |
|  | 5    | Roy Salvadori | 13      |

|   | Pos. | Construtor    | Pontos  |
| - | ---- | ------------- | ------- |
| 1 | 1    | Vanwall       | 41      |
| 1 | 2    | Ferrari       | 40 (45) |
|   | 3    | Cooper-Climax | 29      |
|   | 4    | BRM           | 15      |
|   | 5    | Maserati      | 6       |

- Nota: Estão somente listadas as primeiras cinco posições. Apenas os cinco melhores resultados, dentre pilotos ou equipas, eram calculados com vista ao título. Neste ponto esclarecemos: na tabela dos construtores figurava apenas o melhor resultado dentre os carros de uma mesma equipa.